# Фотий (Сладоевич)
Митрополит Фо́тий (серб. Митрополит Фотије, в миру Раде Сладо́евич, серб. Раде Сладојевић; 1 февраля 1961, Дуяковци, община Баня-Лука, Босния и Герцеговина, Югославия) — епископ Сербской православной церкви, митрополит Зворницко-Тузланский. В 1999—2017 годы был епископом Далматинским.

## Биография
Окончил начальную школу в Чуруге, а затем среднетехническую школу в Нови-Саде.
В 1983 году поступил на Богословский факультет Белградского университета, который окончил в 1988 году. После этого обучался в аспирантуре в Университете Эрлангена — Нюрнберга, Германия.
По возвращении на родину в 1990 году в день святого Димитрия принял монашество в монастыре Ковиль Бачской епархии.
В том же году на праздник Архангела Михаила рукоположён епископом Бачским Иринеем во иеродиакона, а на праздник святого Саввы — во иеромонаха.
С 1992 по 1993 год нёс служение в монастыре Боджани, а в 1993—1998 годах преподавал в семинарии святого Арсения в Сремских Карловцах.
Решением очередного Архиерейского собора, состоявшегося 13 — 15 мая 1999 года, был избран епископом Далматинским и администратором Горнокарловацкой епархии.
30 мая 1999 года в соборном храме в Сремских Карловцах хиротонисан во епископа Далматинского. Хиротонию совершили: Патриарх Сербский Павел, митрополит Дабробосанский Николай (Мрджя), епископ Сремский Василий (Вадич), епископ Славонский Лукиан (Пантелич), епископ Бачский Ириней (Булович), епископ Бихачско-Петровацкий 	
Хризостом (Евич) и епископ Осиечкопольский и Бараньский Лукиан (Владулов).
31 октября 1999 года на праздник святого апостола и евангелиста Луки в кафедральном соборе в Шибенике состоялось его настолование.
В 2000 году решением Священного Архиерейского Собора Сербской Православной Церкви назначен ректором восстановленной семинарии Трёх Святителей в монастыре Крке.
24 мая 2017 года решением Архиерейского Собора назначен епископом Зворницко-Тузланским с пребыванием в Биелине.

## Интервью
- Нелёгкие будни православия в Далмации, 2006
- «Нам суждено нести крест», 2008
- Vladika Fotije: Srbi u Hrvatskoj su građani drugog reda, 2015